# Jerti
| T28 · X1 | M17 |

| T28 · X1 | M17 |

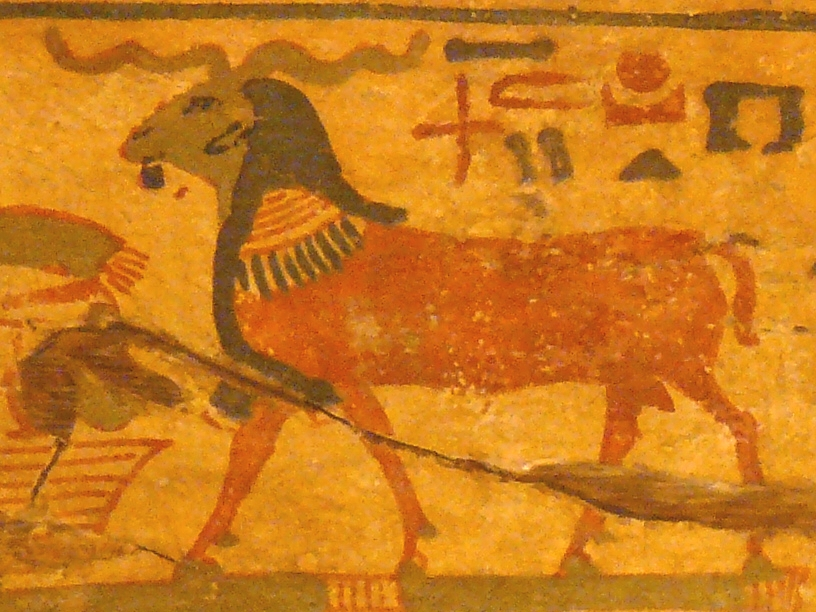
Numerosas deidades egipcias, incluido Jenti, estaban representadas en forma de carnero. Aquí se representa un carnero pintado sobre el ataúd de madera del sacerdote Amenemhat de la XXI dinastía de Egipto. Museo Arqueológico Nacional de España.

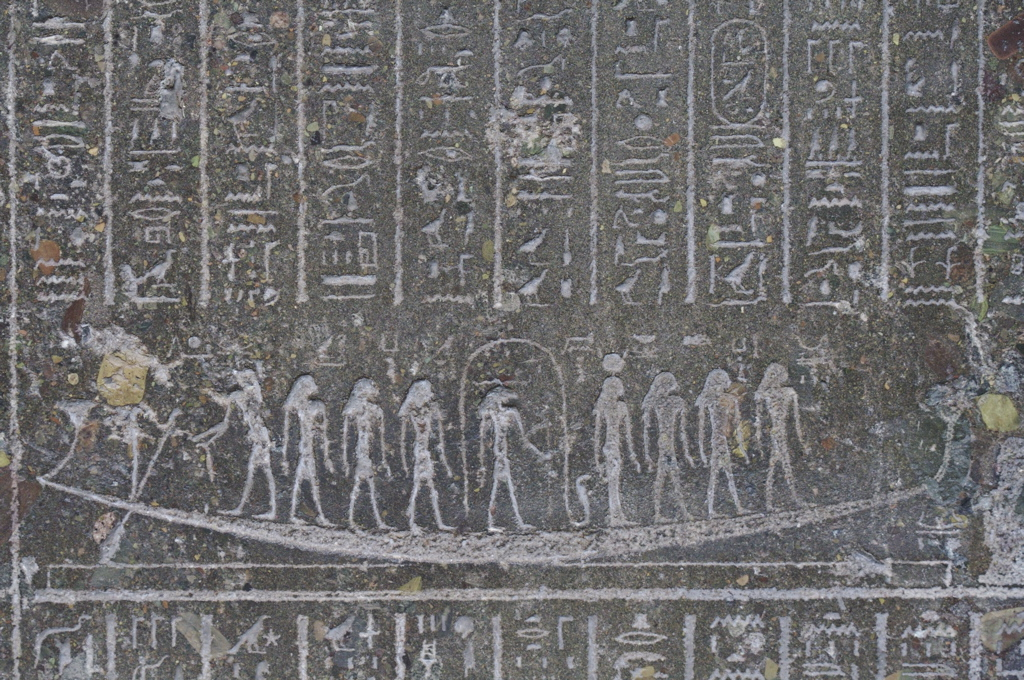
La barca solar del dios Ra en el Museo Británico. En el Libro de los Muertos se señala a Jerti como una de las divinidades a bordo.

Jerti es un antiguo dios egipcio del inframundo. Aunque está atestiguado arqueológicamente desde el comienzo de la II dinastía de Egipto, su papel mitológico original no está claro, aunque era un dios de la Duat. 
Las primeras descripciones mitológicas del papel de Jerti no aparecen antes de la VI dinastía en los Textos de las Pirámides. Su naturaleza era ambiguamente amenazante y protectora.

## Descripciones
Las primeras representaciones de Jerti aparecen a principios de la II dinastía, bajo los reyes Hetepsejemuy y Nebra. Normalmente se lo representa como un carnero recostado y momificado. En casos raros, fue representado como un toro o un león. La iconografía está siempre acompañada por los signos jeroglíficos de un tajo de carnicero y una hogaza de pan, dando la lectura de jerti, comúnmente interpretado como 'asesino'.
Su forma de carnero llevó a asociarlo al dios Jnum, con características ctónicas como Jenti.

## Culto
Adorado desde principios de la II dinastía, su nombre aparece por primera vez en cuencos de piedra del rey Seneferka. Las inscripciones en cuencos de piedra del reinado del rey Peribsen mencionan por primera vez el título de 'dios sirviente de Jerti' (en egipcio: hem-netjer Jerti). El centro principal del culto de Jerti estaba ubicado en Letópolis (hoy Ausim). Más tarde se fundó un segundo centro de culto en Nesat (ubicación exacta desconocida).

## Mitología
Jerti era una divinidad funeraria de características contradictorias. Los Textos de las Pirámides revelan que fue adorado inicialmente como un guía, que transportaba como barquero al rey fallecido, a salvo, al 'lugar del Más Allá'. También protegía al difunto contra varios demonios (llamados inmetjw en los textos) enviados por Seth. El rey fallecido era entonces llevado a su destino por Ra.
Durante el Imperio Antiguo se decía que gobernaba el Más Allá con Osiris. Jerti reinaba sobre la entrada y los pasillos que conducían a la Sala de la Verdad, mientras que Osiris reinaba sobre la Sala y el Campo de juncos.
Por otro lado, sin embargo, se temía a Jerti como la muerte en persona, un dios que 'vivía en el corazón de los hombres', haciendo que deje de latir. Los Textos de las Pirámides revelan que Jerti atacaría el corazón físico (jat) de los moribundos, no el corazón metafísico y simbólico Ib como 'asiento de pensamientos y sentimientos'. Por esta razón, se dirigían muchas plegarias y exhortaciones a él en un intento de entablar amistad con él y complacerlo.
Otras invocaciones ruegan a Ra que 'se lleve al rey fallecido lejos de Jerti'. Estas oraciones también mencionan a Osiris, el juez del inframundo. De esta forma, Jerti y Osiris estaban mitológicamente conectados entre sí.
Sin embargo, Jerti no es mencionado en los famosos Textos de los Sarcófagos del período del Imperio Medio, viniendo, en cambio, a ser reemplazado por el dios Aker, que ahora es el barquero. En las oraciones del Libro de los Muertos, Jerti es descrito como un guardián que guía la barca celestial de Ra.